# Semiothisa infectata
Semiothisa infectata är en fjärilsart som beskrevs av Walker 1862. Semiothisa infectata ingår i släktet Semiothisa och familjen mätare. Inga underarter finns listade i Catalogue of Life.